# Óbást
Óbást (szlovákul: Stará Bašta) község Szlovákiában, a Besztercebányai kerületben, a Rimaszombati járásban.

## Fekvése
Rimaszombattól 38 km-re délre, Fülektől 20 km-re délkeletre, a Cseres-hegység déli részén fekszik.

## Története
A régészeti leletek szerint területén a késői bronzkorban a pilinyi kultúra települése állt.
A falu valószínűleg a 12. században keletkezett, 1455-ben Obasth néven említik először. Kezdetben a gömöri, majd az ajnácskői váruradalom része volt. 1554 és 1594 között a török hódoltsági területhez tartozott, ezután Somoskő várának tartozéka lett. Később több nemesi család birtokolta. 1828-ban 45 házában 426 lakos élt, akik főként mezőgazdasággal foglalkoztak.
Vályi András szerint „BÁST. Magyar falu Nógrád Vármegyében, lakosai katolikusok, földes Ura Gróf Keglevich Uraság, fekszik Egyházas Bástnak szomszédságában, mellynek filiája Gömör Vármegyének szélén, Fülektöl egy mértföldnyire. Határja jó termékenységű, vagyonnyai középszerűek, második Osztálybéli”.
Fényes Elek szerint „Ó- és Egyházas-Bást, magyar falu, Gömör vgyében, a Medves hegynél, u. p. Rimaszombathoz délre 3 óra, 600 kath., 20 ref. lak., paroch. templommal. Többen birják”.
A trianoni békeszerződésig területe Nógrád vármegye Füleki járásához tartozott. 1938 és 1945 között ismét Magyarország része volt.
Termelőszövetkezete 1959-ben alakult.

## Népessége
| Év:            | 1994. | 2004.    | 2014.    | 2024.   |
| -------------- | ----- | -------- | -------- | ------- |
| Emberek száma: | 416   | 368      | 318      | 323     |
| Eltérés:       |       | -11,53 % | -13,58 % | +1,57 % |

| Év:            | 2023. | 2024.   |
| -------------- | ----- | ------- |
| Emberek száma: | 319   | 323     |
| Eltérés:       |       | +1,25 % |

1910-ben 449, túlnyomórészt magyar lakosa volt.
2001-ben 378 lakosából 356 magyar és 21 szlovák.
2011-ben 326 lakosából 288 magyar és 29 szlovák.

## Nevezetességei
- Határában található a Pogányvár-hegy bazaltszikláival, ami természetvédelmi terület. A hegy fennsíkjának peremén 44 barlang található. A Labirintus-barlang régészeti lelőhely.
- Palóc menyecskék nevű női kórusa.

## Külső hivatkozások
- Óbást a Gömör-Kishonti régió honlapján
- Községinfó
- Óbást Szlovákia térképén
- Tourist-channel.sk
- E-obce.sk Archiválva 2007. december 8-i dátummal a Wayback Machine-ben